# ويليام تومسون (ضابط)
ويليام تومسون (بالإنجليزية: William Thompson)‏ هو ضابط أمريكي، ولد في 22 سبتمبر 1922 في إسكانابا في الولايات المتحدة، وتوفي في 15 أكتوبر 2018 في بيثيسدا في الولايات المتحدة بسبب سرطان.